# Рунич, Павел Степанович
Павел Степанович Рунич (1750—1825) — владимирский (1797—1802) и вятский (1802—1804) губернатор, сенатор; тайный советник, масон. Отец Дмитрия Павловича Рунича.

## Биография
Родился 25 июня (6 июля) 1750 года в семье выходца из Угорской Руси, поселившегося в Российской империи во времена правления Елизаветы Петровны. Его отец умер рано и его дядя, генерал-поручик Черноевич, взявший на себя заботы о нём, определил его в Сухопутный шляхетский корпус.
Был выпущен из Сухопутного шляхетного корпуса в январе 1770 года поручиком Ярославского пехотного полка. Вместе со старшим братом Петром, участвовал в первой турецкой войне под начальством графа Петра Ивановича Панина. Во время штурма Бендер брат был убит, а Павел — сильно контужен в сражении при Ларге 7 июля 1770 года и за отличие произведён в капитаны, приняв участие в корпусе Боура, в сражениях при Кагуле и других; к концу кампании Рунич имел уже чин майора. В 1771 году был командирован на Трансильванскую границу — для учреждения форпостов по границам Молдавии и Валахии. Затем отличился в 1773 году: при Гурабале; при крепости Силистрии (12—18 июня), где был сильно контужен в правую ногу; в разных сражениях на острове против Силистрии. В связи с ранением, 1 января 1774 года был отставлен от службы с производством в секунд-майоры и возвратился в Россию.
Пугачевский бунт застал его в Москве, куда он прибыл в начале 1774 года из Южной армии для лечения от контузии. Узнав о назначении графа Панина главнокомандующим отправленных против Пугачева войск, Рунич изъявил своё желание участвовать в этом походе и тотчас был зачислен в свиту Панина, а несколько дней спустя, назначен в состав особой секретной комиссии, прибывшей в Москву из Петербурга. Задача этой комиссии заключалась в том, чтобы схватить Пугачёва путем подкупа его приближенных. Находясь в составе секретной комиссии по расследованию Пугачевского бунта, собирал материалы о нём и о бунте, большей частью со слов очевидцев.
Комиссия не достигла своей цели, но усердная служба Рунича была принята графом Паниным во внимание и Рунич был назначен сопровождать пойманного Пугачёва в Москву. Затем был отправлен вестником об этом событии в Петербург, а 4 января 1775 года был командирован с особым поручением к графу П. А. Румянцеву, находившемуся в Могилеве на Днестре, для личного изложения генерал-фельдмаршалу о бывшей секретной комиссии против Пугачева; 10 февраля 1775 года ему было пожаловано в вечное и потомственное владение, Полоцкой губернии Несвижского повета 276 душ крестьян.
7 декабря 1777 года Рунич был переведён капитан-поручиком в лейб-гвардии Семёновский полк; 1 января 1779 года произведён в капитаны гвардии, а 1 января 1783 года был произведён в бригадиры с повелением определить его (по собственному желанию) на гражданскую службу. Состоял при Герольдии, но не имел какой-либо должности. Наконец, Павел I вызвал его в Петербург и с 6 января 1797 года он был назначен Владимирским гражданским губернатором с производством в действительные статские советники. Павел I отличал Рунича своим особым доверием, как видно из его писем к нему («Восемнадцатый век» Бартенева, т. IV) и отправил его в командировку на Иргиз, Яик и Узени, дав ему наказ «ехать в Узени и прилежащие места, уверить жительствующих о моём к ним благоволении и о желании видеть их всегда в спокойствии и довольствии». Спустя два месяца Рунич вернулся в Петербург и представил императору отчёт о поездке, которым тот остался довольным и объявил ему, что «с этого времени он вверяет его попечениям все, что могло касаться Донских, Волжских и Уральских старообрядцев, с правом обращаться в экстренных случаях прямо к нему, без посредников». В 1798 году Рунич получил ещё одно такое же поручение. В 1799 году во Владимирскую губернию был сослан генерал от инфантерии граф Николай Зубов, и Руничу было поручено наблюдать за ним так же строго, как и за его братом; 21 мая 1800 года был произведён в тайные советники.
Император Александр I в 1802 году назначил его губернатором в Вятскую губернию, но дела о старообрядцах по-прежнему остались у него в руках, и он, не испрашивая разрешения, мог в любое время отлучаться из губернии. В 1804 году, 30 августа, Рунич был назначен сенатором в 6-й департамент Правительствующего Сената, а в 1805 году был переведён в 7-й департамент.
В 1808 году, ревизуя Вятскую и Пермскую губернии, Рунич обнаружил большие неправильности в судебных делах и за свои труды 28 января 1809 года был награждён орденом Св. Александра Невского. По его предложению многие чиновники были отрешены от должностей.
В 1813 году был переведён в 8-й апелляционный департамент Правительствующего Сената.
По болезни был уволен 18 января 1818 года, в годичный отпуск, с сохранением получаемого содержания. В 1818 году обнаружились недостатки произведённой в 1808 году ревизии в Вятской губернии; тогда, по донесению Рунича, был удален от должности бывший тогда Вятским гражданским губернатором В. И. Болгарский, с преданием его суду за разные будто бы открытые в той губернии беспорядки; однако, по рассмотрении дела Сенатом и Государственным Советом Болгарский был найден ни в чём невиновным. В результате, Высочайшим указом от 27 июня 1819 года, согласно прошению, «по болезненным припадкам», Рунич был окончательно уволен от службы, причём «повелено было, во уважение 44-х летней службы его, производить ему в пенсион, по смерть, по 3000 рублей из Государственного казначейства». С этих пор Рунич занялся разбором своих заметок, сделанных в эпоху Пугачевского бунта, напечатанные впоследствии в «Русской старине» (1870. — Т. II), под заглавием «Записки о Пугачевском бунте» (№ 8. — С. 116—131; № 9. — 211—253; № 10. — 321—372).
Умер в Москве 24 февраля (8 марта) 1825 года и похоронен на Ваганьковом кладбище.

## Семья
Жена — Варвара Аркадьевна Бутурлина (10.05.1756—22.04.1837) — была дочерью действительного камергера Аркадия Ивановича Бутурлина и внучкой петровского сподвижника И. И. Бутурлина. В семье было восемь детей: Дмитрий, Александр, Аркадий, Николай, Фёдор, Александра, Екатерин и Елена.
Руничи дружили с Н. И. Новиковым и семейством А. А. Плещеева, в доме которого познакомились с Н. М. Карамзиным.